# Cotolau (Ort)
Cotolau ist ein osttimoresischer Ort im Suco Cotolau (Verwaltungsamt Laulara, Gemeinde Aileu).

## Geographie und Einrichtungen
Der Ort Cotolau liegt im Norden der Aldeia Cotolau, in einer Meereshöhe von 728 m. Teile, die nördlich der durchgehenden Straße liegen, gehören zur Aldeia Binona. Cotolau ist mit dem größeren Ort Laulara zusammengewachsen, der sich nach Osten ausdehnt. Südwestlich befindet sich das zweite Siedlungszentrum der Aldeia. Im Ort Cotolau befinden sich das kommunale Hospital Laulara und eine Polizeistation. Nördlich verläuft die Überlandstraße von Aileu und Maubisse im Süden und der Landeshauptstadt Dili im Norden.